# Чинандега (департамент)
Чинанде́га (исп. Chinandega) — один из департаментов Никарагуа.

## География
Департамент находится на крайнем северо-западе Никарагуа. На западе он омывается водами Тихого океана. Площадь департамента составляет 4822,42 км². Численность населения — 423 062 человека (перепись 2012 года). Плотность населения — 87,73 чел./км². Административный центр — город Чинандега.
Граничит на востоке с департаментами Мадрис, Эстели и Леон, на севере с Гондурасом.

## Экономика
Основой экономики Чинандеги является сельское хозяйство и переработка его продуктов. Главные выращиваемые здесь культуры — сахарный тростник, арахис и бананы. Из сахарного тростника налажено промышленное производство рома.

## Административное деление
В административном отношении департамент Чинандега подразделяется на 13 муниципалитетов:
1. Вильянуэва
2. Коринто
3. Посольтега
4. Пуэрто-Морасан
5. Сан-Педро-дель-Норте
6. Сан-Франсиско-дель-Норте
7. Санто-Томас-дель-Норте
8. Синко-Пинос
9. Сомотильо
10. Чинандега
11. Чичигальпа
12. Эль-Вьехо
13. Эль-Реалехо